# نيشان المحرر

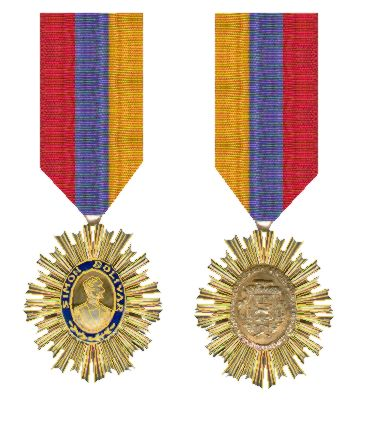

وسام المحرر كان أعلى وسام فنزويلي وتم تعيينه للخدمات المقدمة إلى البلاد ، والجدارة والمزايا البارزة المقدمة للمجتمع. بالنسبة للفنزويليين ، يحتل هذا الوسام المرتبة الأولى في ترتيب الأسبقية من الأوسمة الأخرى ، الوطنية والأجنبية.
رئيس فنزويلا هو رئيس النقابة ولديه سلطة التعيين. عن طريق اليمين ، وتأخذ قراراته صيغة الأمر.
تم إنشاء وسام المحرر من قبل أنطونيو جوزمان بلانكو في 14 سبتمبر 1880 ، وتم إصلاحه في عام 1922 في ظل الولاية الرئاسية لخوان فيسنتي غوميز ، وكان الوسام سابقًا يدعى ميدالية التميز مع تمثال نصفي للمحرر تم إنشاؤه في 11 مارس 1854 تحت رئاسة خوسيه غريغوريو موناغاس ،وكان قبل ذلك يسمى رهبنة المحررين التي أنشأها سيمون بوليفار في عام 1813.
في عام 2010 ، قررت الجمعية الوطنية لفنزويلا إلغاء التمييز رسميًا واستبداله بترتيب محرري فنزويلا الذي تم إنشاؤه حديثًا - وهو في حد ذاته إحياء للميدالية نفسها التي أنشأها سيمون بوليفار في عام 1813  أثناء تكريم المشاركين في الحملة العجيبة . لكن النظام الجديد على عكس سابقه ، يتكون من 3 فئات ، بترتيب تصاعدي وهي كالتالي:
- سهم المحررين
- رمح المحررون
- سيف المحررين

تمامًا مثل الأمر الذي جاء قبله ، فإن الرئيس هو القائد الأكبر للوسام وله السلطة الكاملة على التعيينات في الوسام.

## درجات
- طوق
- الدرجة الأولى (جراند كوردون)
- الدرجة الثانية (ضابط كبير)
- الدرجة الثالثة (قائد)
- الدرجة الرابعة (ضابط)
- الدرجة الخامسة (فارس)

## المستلمون

### الياقات
- خوان كارلوس الأول,[2] (ملك إسبانيا السابق)
- رفاييل كوريا,[3] (الرئيس السابق للإكوادور)